# Zhilova (cràter)
Zhilova és un cràter d'impacte en el planeta Venus de 53 km de diàmetre. Porta el nom de Maria Zhilova (1870-1934), astrònoma russa, i el seu nom va ser aprovat per la Unió Astronòmica Internacional el 1985.